# Національний музей-садиба М. І. Пирогова
Націона́льний музе́й-сади́ба М. І. Пирого́ва — музей у Вінниці, присвячений життю та діяльності Миколи Івановича Пирогова, видатного українського науковця, хірурга та педагога. Садиба Пирогова є пам'яткою історії національного значення та природоохоронним об'єктом загальнодержавного значення, а також навчальною базою Вінницького національного медичного університету.
Музейний комплекс розташований на південно-західній околиці міста Вінниця, у межах східної частини масиву Пирогово (раніше це було окреме село-садиба Вишня, яке згодом злилося з Шереметкою-Пироговим), до його складу входять:
- будинок, у якому жив М. І. Пирогов, і де розміщена експозиція про його життя та діяльність
- музей-аптека з інтер'єрами приймальні та операційної
- церква-некрополь, де міститься саркофаг з набальзамованим тілом науковця
- меморіальний парк, у якому збереглися дерева, посаджені М. І. Пироговим

## Історія

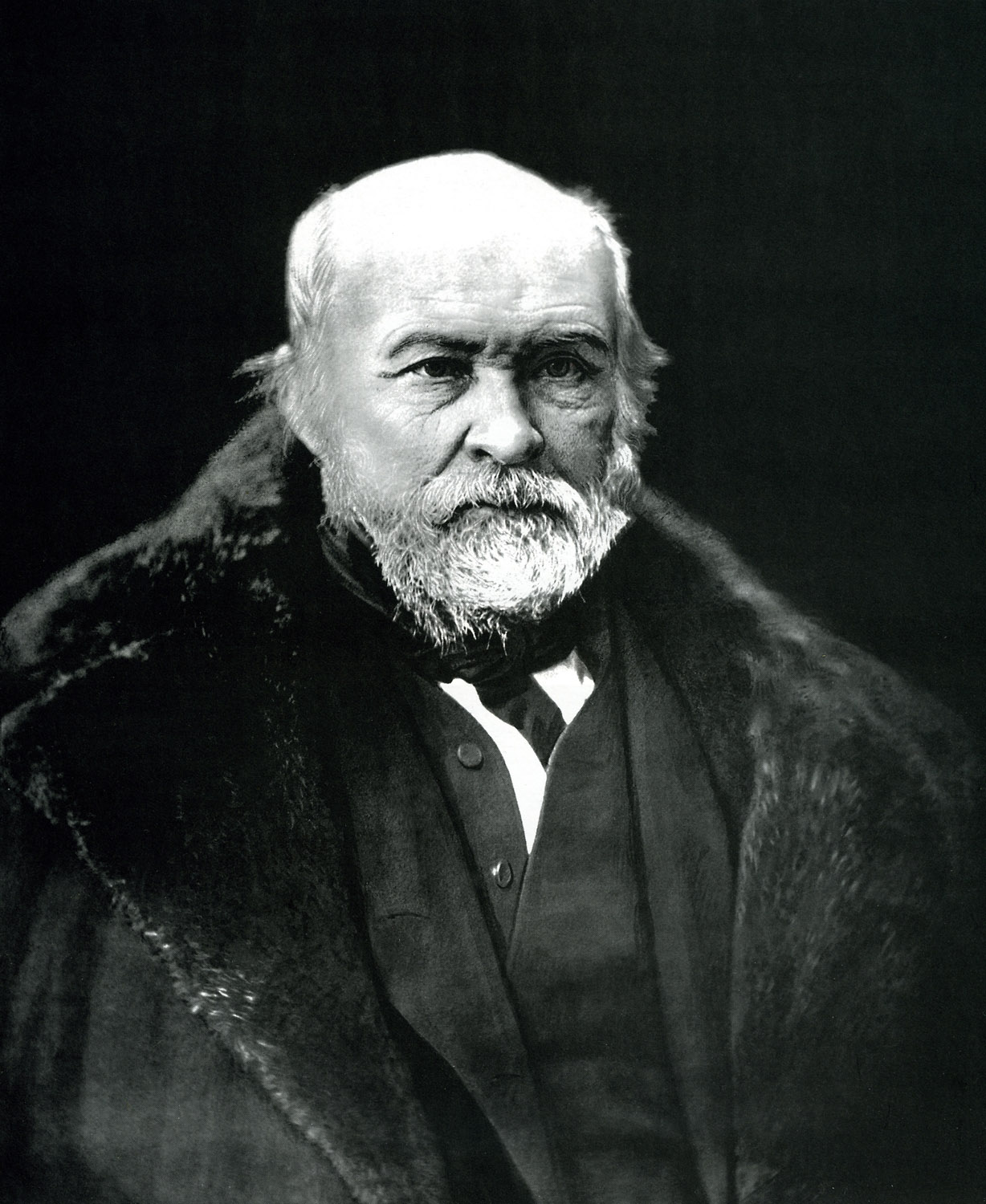
М. І. Пирогов. Фото 1870 року

### Родинна садиба
У 1861 році, після звільнення з посади попечителя Київського навчального округу, Микола Іванович Пирогов оселився в садибі Вишня поблизу Вінниці, яку придбав у спадкоємців доктора медицини А. А. Гриколевського на торгах у Києві 1859 року. В 1866-му він збудував тут цегляний півтораповерховий будинок і аптеку, впорядкував парк, де також вирощував і лікарські рослини. У цій садибі Микола Пирогов жив до останніх днів, вів наукову роботу і лікарську практику, саме тут і помер у 1881 році. На четвертий день після його смерті, тіло було набальзамовано петербурзьким лікарем Д. І. Виводцевим і згодом перенесено до родинної усипальниці, над якою 1885 року, за проектом В. І. Сичугова, була побудована церква і освячена на честь Святого Миколая Чудотворця. Точних даних про спосіб бальзамування немає, але дослідники вважають, що ймовірніше за все Давид Ілліч Виводцев, учень Пирогова, виконав бальзамування за власною методикою — мінімально-інвазивного бальзамування, не здійснюючи розтин тіла і залишивши усі внутрішні органи, які збереглися й до сьогодні.

### 1917—1947
До 1902 року садибою опікувалася вдова науковця, Пирогова Олександра Антонівна. Після її смерті — спочатку молодший син Володимир, а потім внучки М. І. Пирогова (дочки старшого сина Миколи) — Л. М. Мазірова та О. М. Гершельман. Після подій 1917 року вони зі своїми сім'ями виїхали за кордон, залишились там назавжди і тривалий час садиба була занедбаною. Тоді ж відбулося пограбування поховання М. І. Пирогова: викрали шпагу (подарунок австрійського імператора Франца Йосифа) і металевий хрест, які були при покійному.
1920 року напівзруйнований будинок був наданий для проживання американським робітникам, які утворили тут комуну ім. Джона Ріда. Згодом садиба перейшла у підпорядкування дослідній сільськогосподарській станції, а з 1936 року — Вінницькій обласній інфекційній лікарні.

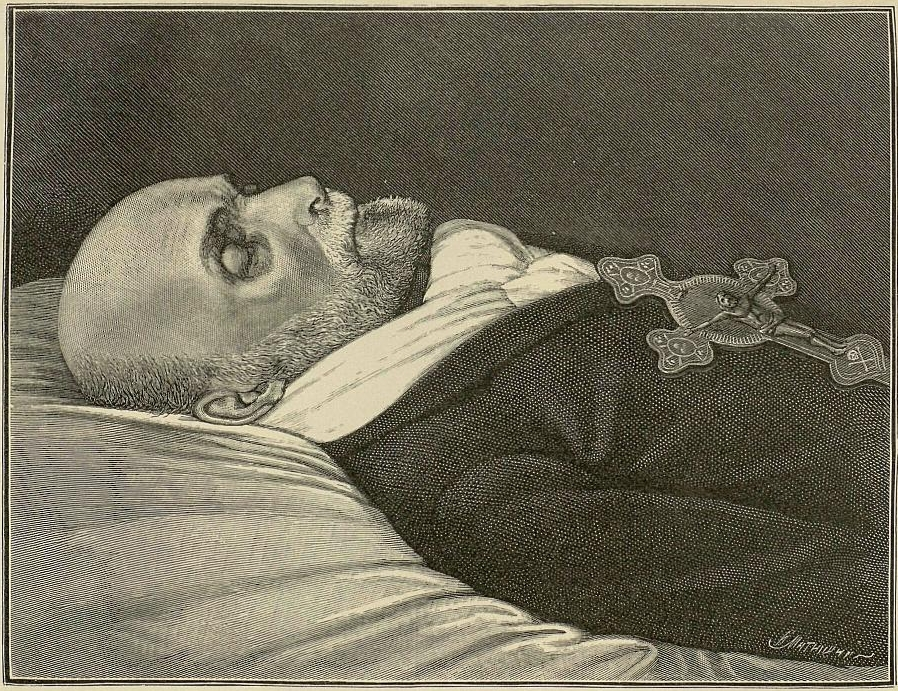
Микола Іванович Пирогов у день смерті. Гравюра Матюшина І. І. 1881 рік

Вперше питання щодо збереження тіла М. І. Пирогова та перетворення його будинку на музей було порушено Вінницьким науковим товариством лікарів, ще на початку 20-х років. Тоді ж було визначено обсяг невідкладних ремонтних робіт будівель та розроблено першочергові заходи щодо створення сприятливих умов для зберігання тіла, які, втім, так і не були виконані. У 1927 році садибі Пирогова було надано статус державного заказника (першого на теренах Вінниччини). У роки німецько-радянської війни пошкоджень їй завдано не було, вона вціліла, але потребувала відновлення, труна з тілом знаходилася на межі руйнації.
За розпорядженням Ради Народних Комісарів УССР від 27 жовтня 1944 року тут був створений музей М. І. Пирогова, який об'єднав усі об'єкти в єдиний комплекс і тільки тоді розпочалися роботи з впорядкування парку, звільнення та ремонт приміщень, які все ще займала інфекційна лікарня. Перша за весь час ребальзамізація тіла Миколи Пирогова велася впродовж місяця (з 5 травня по 5 червня 1945 року) спеціально створеною комісією, у складі якої були вчені з Санкт-Петербургу, Києва, Харкова та Вінниці. За оцінками фахівців, цей випадок став унікальним у світовій науці: тіло, що перебувало без належного догляду та у несприятливих умовах, через 65 років після смерті було повністю відновлено. Тіло одягли у той самий костюм, що був на вченому під час захоронення, і в такому вигляді, у відреставрованій труні, воно зберігається й дотепер.

### Відкриття музею та сучасність
Урочисте відкриття музею відбулося 9 вересня 1947 року і було присвячене 100-річчю з дня застосування М. І. Пироговим, вперше в історії світової медичної практики, ефірного наркозу на полі бою. Одночасно тут було відкрито і пам'ятник науковцю — погруддя на гранітному постаменті.
У наступні роки експозиція музею вдосконалювалася та доповнювалася об'єктами. До 150-річчя від дня народження Миколи Пирогова (у 1960 році) були відтворені його робочий кабінет і аптека, придбані деякі особисті речі та рукописи. У пострадянський час — відреставровано інтер'єр церкви-некрополя, відновлено та переобладнано операційну, приймальну, аптеку. Також було обладнано спеціальну лабораторію, де з 1994 року проводяться періодичні ребальзамізації тіла Пирогова.
Територію музею-садиби було передано у загальнодержавну власність розпорядженням Вінницької обласної держадміністрації від 22 грудня 1995 року. Указом Президента України від 10 червня 1997 року музей отримав статус Національного, а за Розпорядженням Кабінету Міністрів України від 11 червня 2003 року — статус природоохоронного об'єкта.

## Фонди та експозиція
Експозиційна площа музею-садиби становить понад 1,2 тис. м² і містить 1,5 тис. експонатів. У музеї представлені всі відомі праці Миколи Пирогова, його рукописи й особисті речі, а також література про нього, медичні інструменти, що використовувалися в практиці лікарів тих часів. Загальна кількість об'єктів, що зберігаються у фондах — понад 16,5 тисяч.

### Будинок М.І.Пирогова
Головним корпусом музею-садиби є будинок, де жив Микола Іванович Пирогов. Збудований 1866 року, на сьогодні, він має статус пам'ятки архітектури і містобудування місцевого значення. Експозиція розміщується у десяти залах і вестибюлі, послідовно змальовуючи життя та діяльність Пирогова.
| - Дитинство та юність М. І. Пирогова — Зала № 1 Микола Пирогов народився 1810 року у Москві, ставши тринадцятою дитиною в сім'ї службовця. Навчався в приватному пансіоні педагога В. С. Кряжева, потім — в Московському університеті. Серед експонатів зали: картини «М. І. Пирогов з нянею Катериною Михайлівною» (А. В. Сорока), «Відвідини професором Є. Й. Мухіним сім'ї Пирогових» (К. Кузнецов); фотографії будинків Москви, у яких жив студент Пирогов; книги, якими він захоплювався у дитинстві та медичні підручники першої половини XIX століття; матеріали про складання М. І. Пироговим екзаменів. - Навчання у професорському інституті — Зала № 2 М. І. Пирогов продовжив навчання у Дерптському університеті. У залі розміщено портрети його екзаменаторів і товаришів по навчанню, фоторепродукції з видами Дерпту тієї доби, а також картину, що змальовує захист дисертації Пироговим, малюнки його анатомічних препаратів. - М. І. Пирогов — професор Дерптського університету — Зала № 3 На картинах, що представлені у залі, відображено діяльність Пирогова, як науковця: читання ним лекцій, проведення операцій у присутності студентів та інших лікарів, огляд хворих. Також серед експонатів — наукові праці вченого: книги, дисертації, атласи. - М. І. Пирогов — професор Петербурзької медико-хірургічної академії — Зала № 4 Роки, проведені М. І. Пироговим в Медико-хірургічній академії, вважаються найпліднішим періодом його наукової праці. Експозицію зали складають роботи вченого, написані у цей період, а також анатомічні препарати, виготовлені ним особисто. На картинах та малюнках зображені сцени, що ілюструють важливі нововведення Пирогова: застосування ефіру, як знеболювального засобу при хірургічних операціях на полі бою, та використання крохмальної нерухомої пов'язки при вогнепальних переломах. - Діяльність М. І. Пирогова у Севастополі — Зала № 5 Експонати зали розповідають про участь М. І. Пирогова в обороні Севастополя 1854–1855 років не лише як хірурга, але й як талановитого адміністратора. На картинах відтворені його зустрічі у Севастополі з Л. М. Толстим, Д. І. Менделєєвим, легендарним матросом Петром Кішкою. Унікальними експонатами є набори хірургічних інструментів, виготовлені понад 100 років тому під керівництвом Пирогова. | - М. І. Пирогов — попечитель навчальних округів — Зала № 6 У залі представлені малюнки й фотографії, які відтворюють період життя М. І. Пирогова, як педагога — в Одесі та Києві, експонується його робота «Педагогічні твори». Фотокопія листа-подяки від Джузеппе Гарібальді та картина К. Кузнецова розповідають про ще один важливий епізод цього періоду: Пирогов вилікував пораненого в ногу революціонера, не вдаючись до оперативного втручання, при тому, що європейські лікарі наполягали на ампутації. - 50-річний ювілей наукової, лікарської та громадської діяльності М. І. Пирогова — Зала № 7 Ювілейні урочистості, що відбувалися у Москві, зображені на представлених у залі копіях картин І. Ю. Рєпіна. Також експонуються вітальні і почесні дипломи, вручені Пирогову. - Робочий кабінет М. І. Пирогова — Зала № 8 Експозицію кабінету М. І. Пирогова складають меблі тих часів (оригінальні не збереглися), особисті речі вченого, нагороди, книги, хірургічні інструменти, а також фотографії членів родини. У 1960 році було виконано реставрацію кабінету. - М. І. Пирогов у Вишні — Зала № 9 Серія фотографій, малюнків і картин зображає садибу М. І. Пирогова, його смерть та увічнення пам'яті. - Ідеї М. І. Пирогова і Друга світова війна 1939–1945 рр. — Зала № 10 У залі представлені фотографії та картини, на яких зображено застосування ідей М. І. Пирогова під час війни 1939–1945 рр. Експонуються його роботи з воєнно-польової хірургії. - М. І. Пирогов на театрі франко-прусської і російсько-турецької воєн — Вестибюль Низка гравюр і фотографій ілюструють організацію надання медичної допомоги під час цих воєн. Також експонуються праці М. І. Пирогова: «Звіт про відвідання воєнно-санітарних закладів у Німеччині, Лотарингії та Ельзасі в 1870 році», «Воєнно-лікарська справа і спеціалізована допомога на театрі війни в Болгарії і в тилу діючої армії у 1877–1878 рр.». |

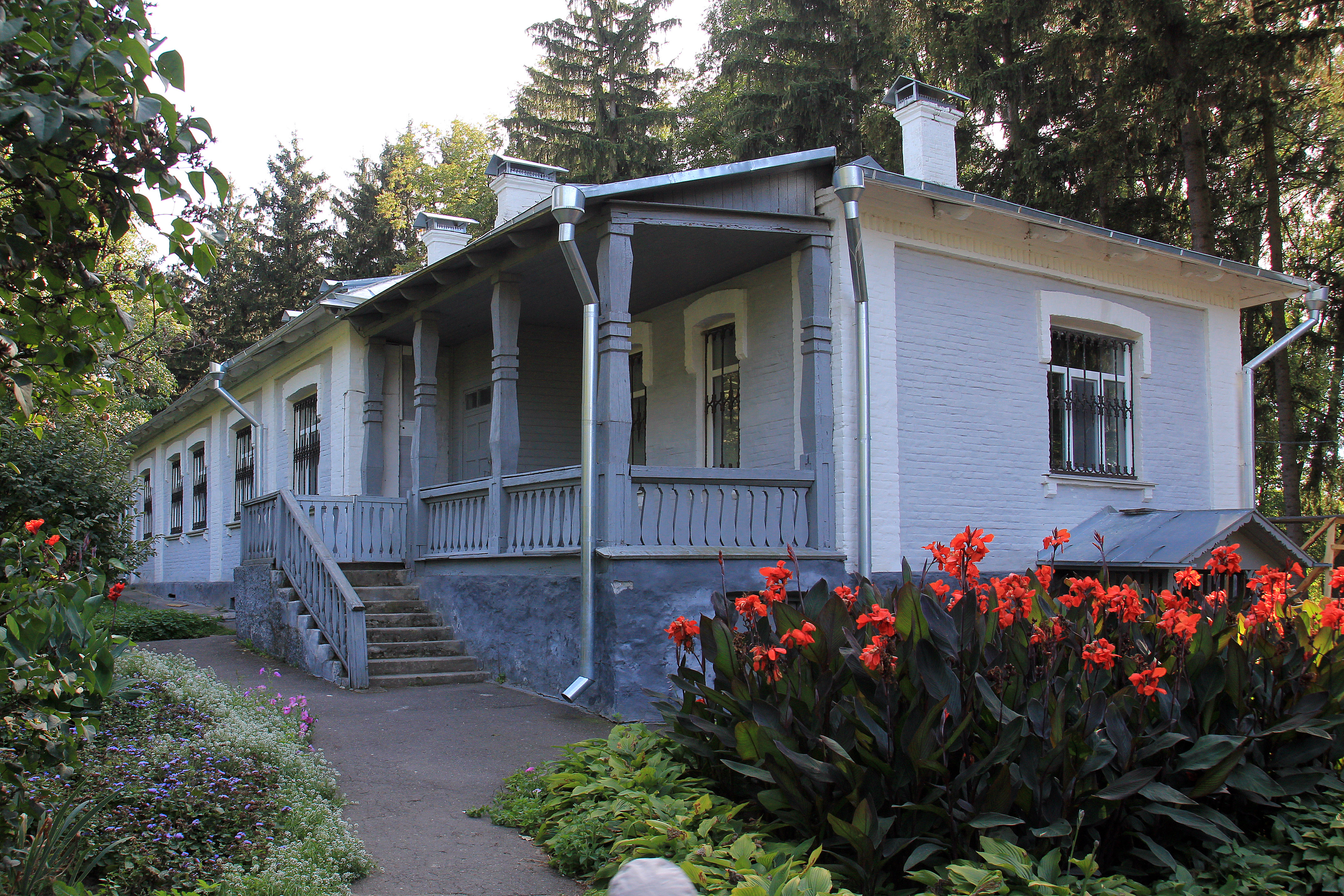
Службові приміщення садиби
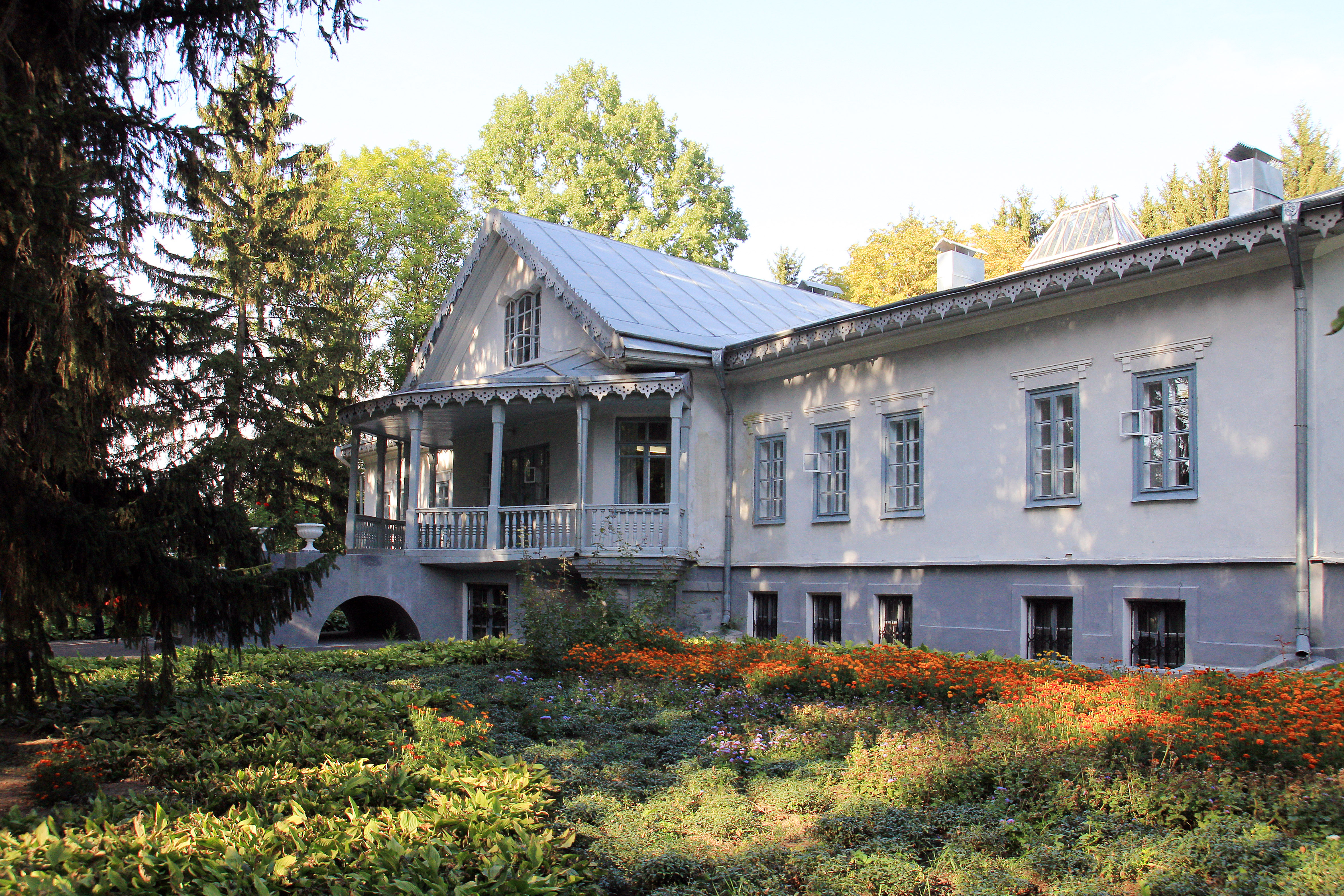
Будинок Миколи Пирогова (задній фасад)
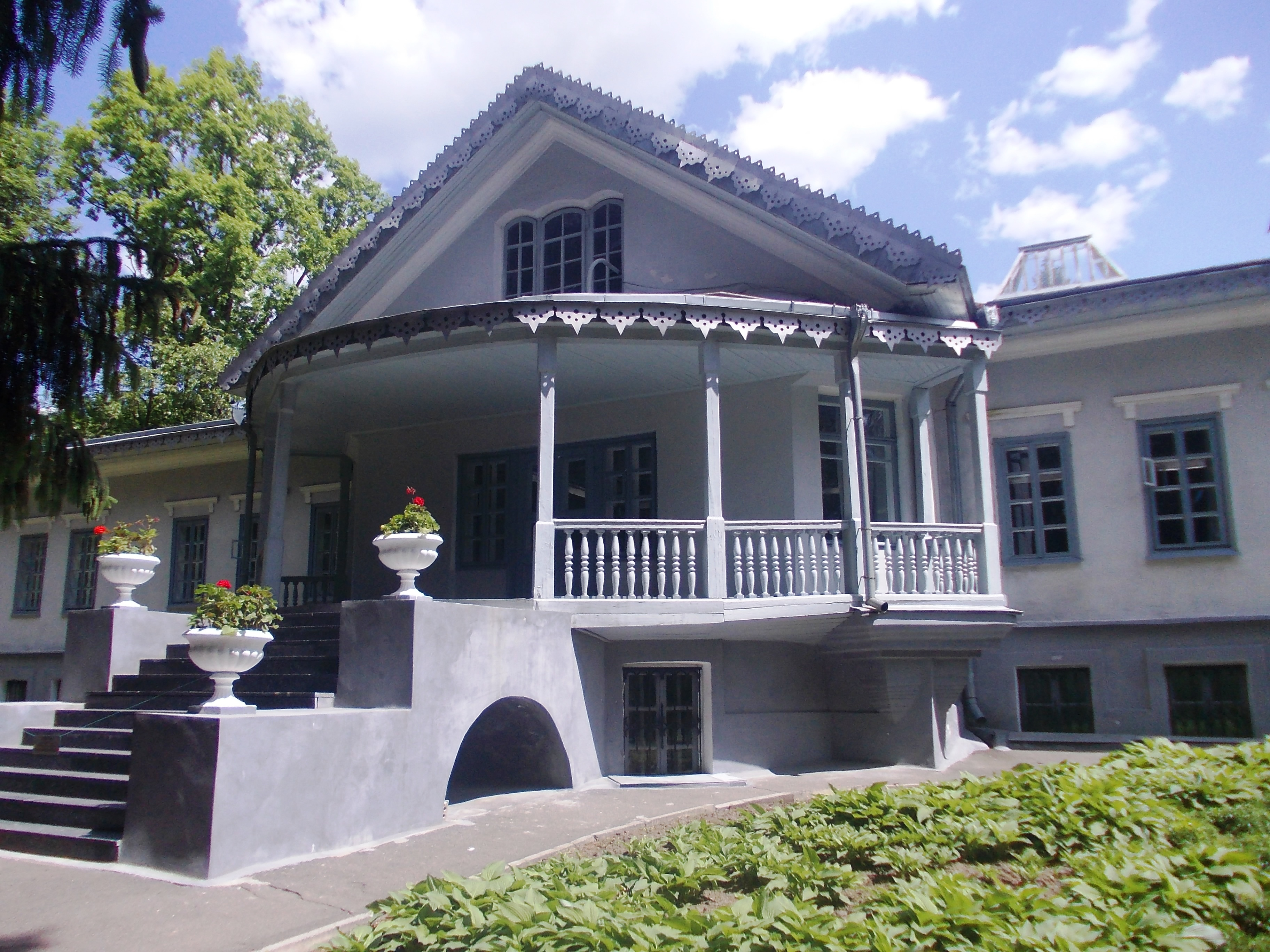
Тераса житлового будинку
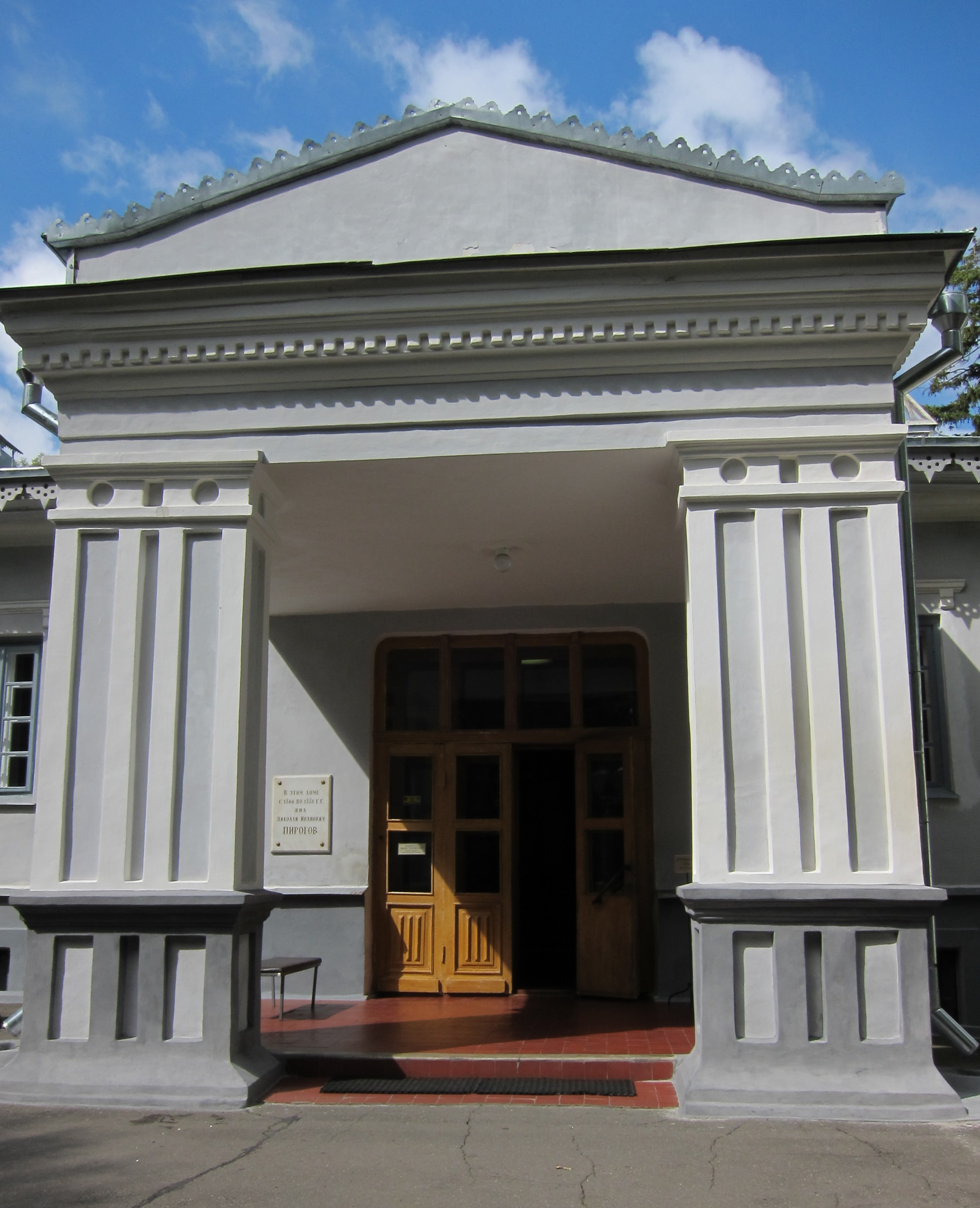
Вхід до музею (головний фасад житлового будинку)
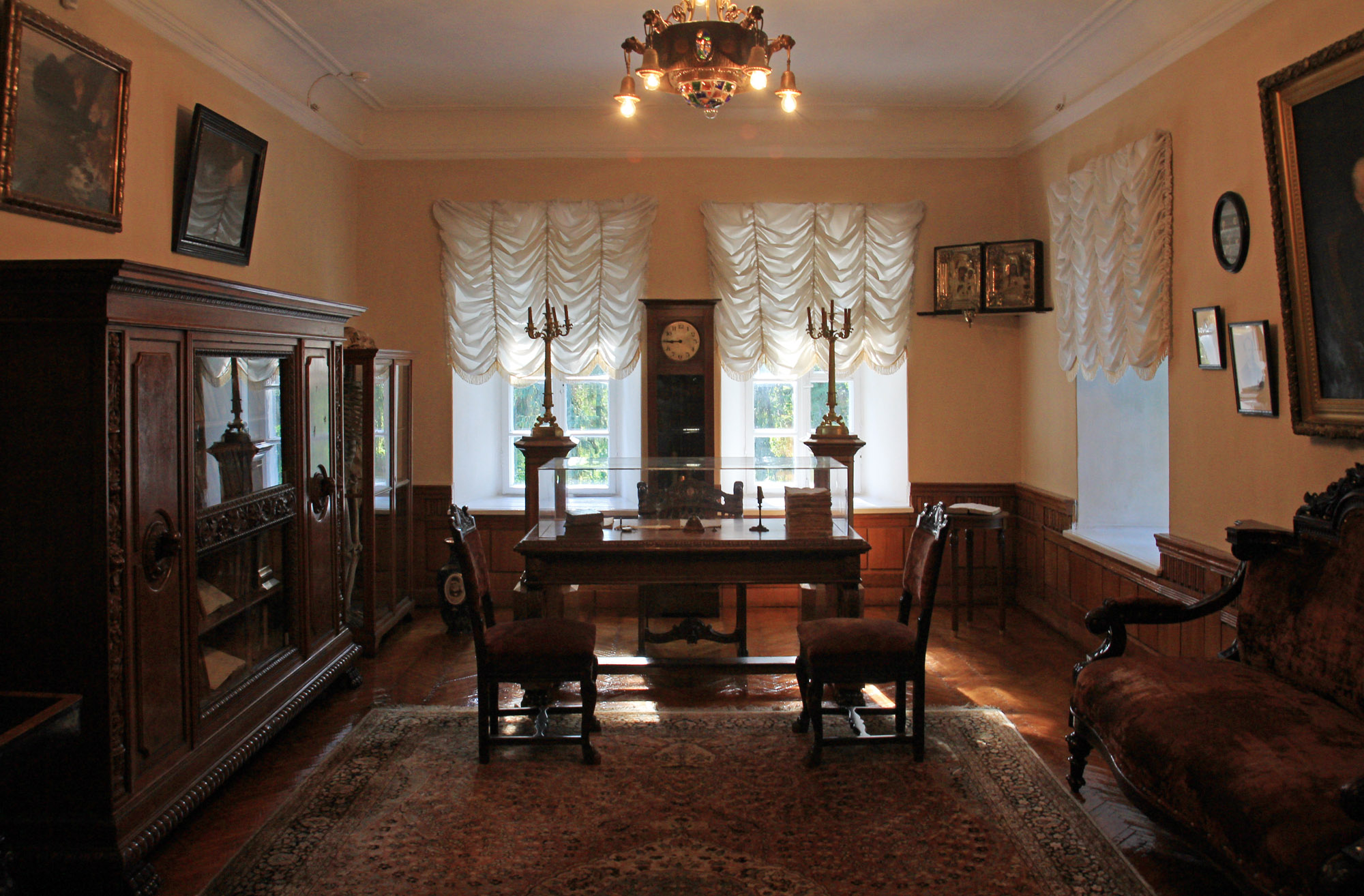
Робочий кабінет М. І. Пирогова
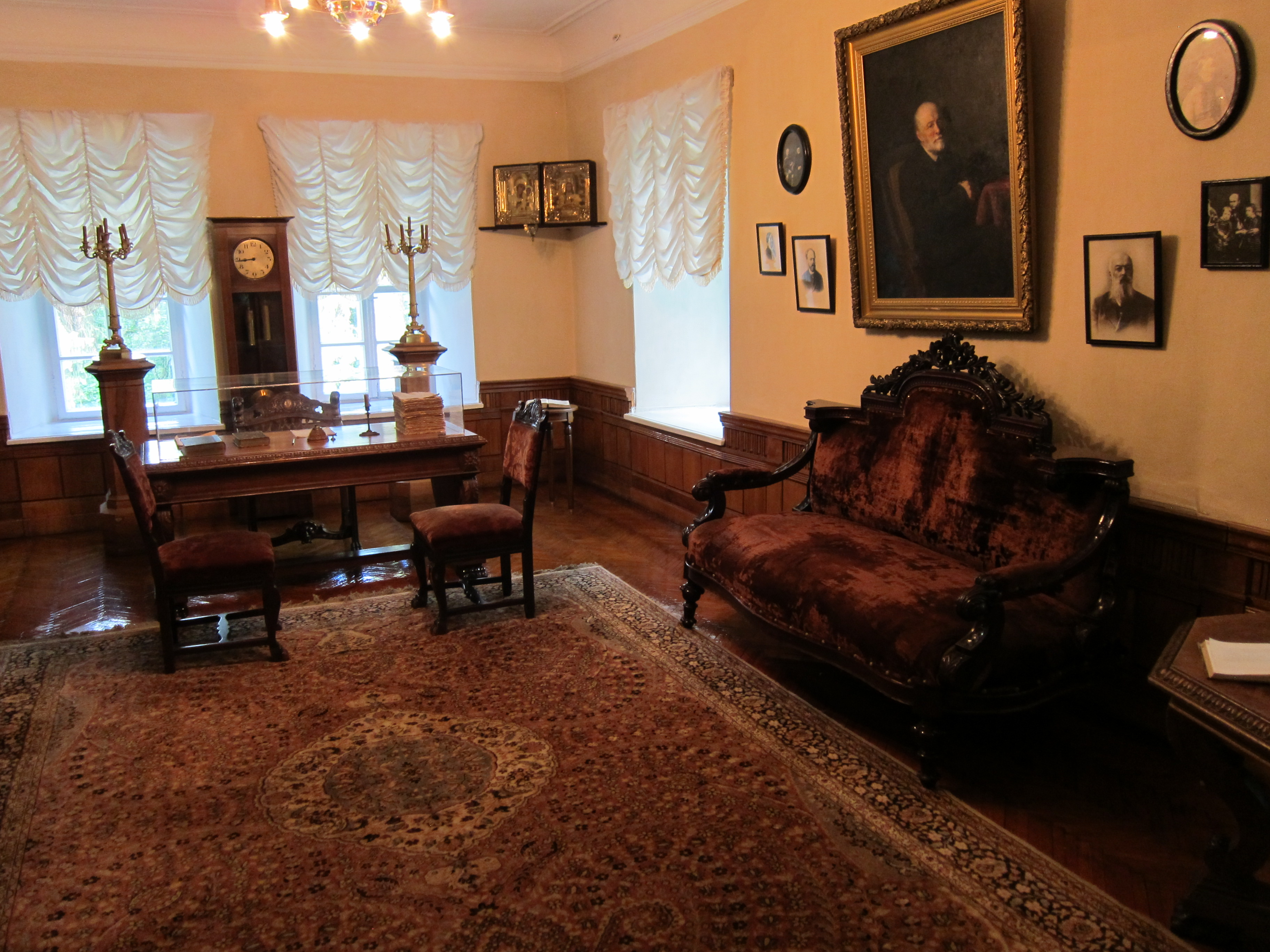
Диван, на якому помер М. І. Пирогов
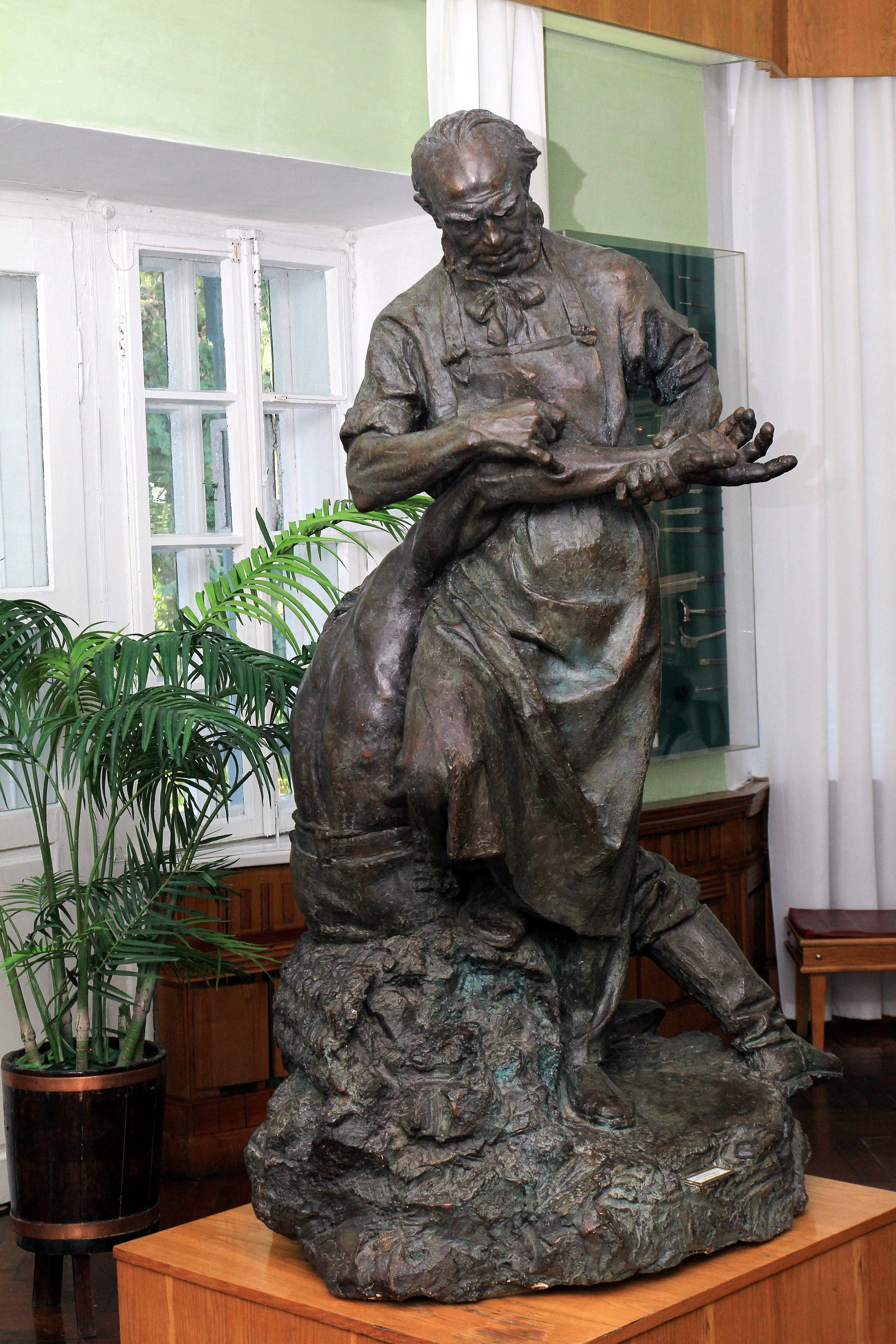
Скульптурна композиція «Пирогов і матрос» (Зала №5)
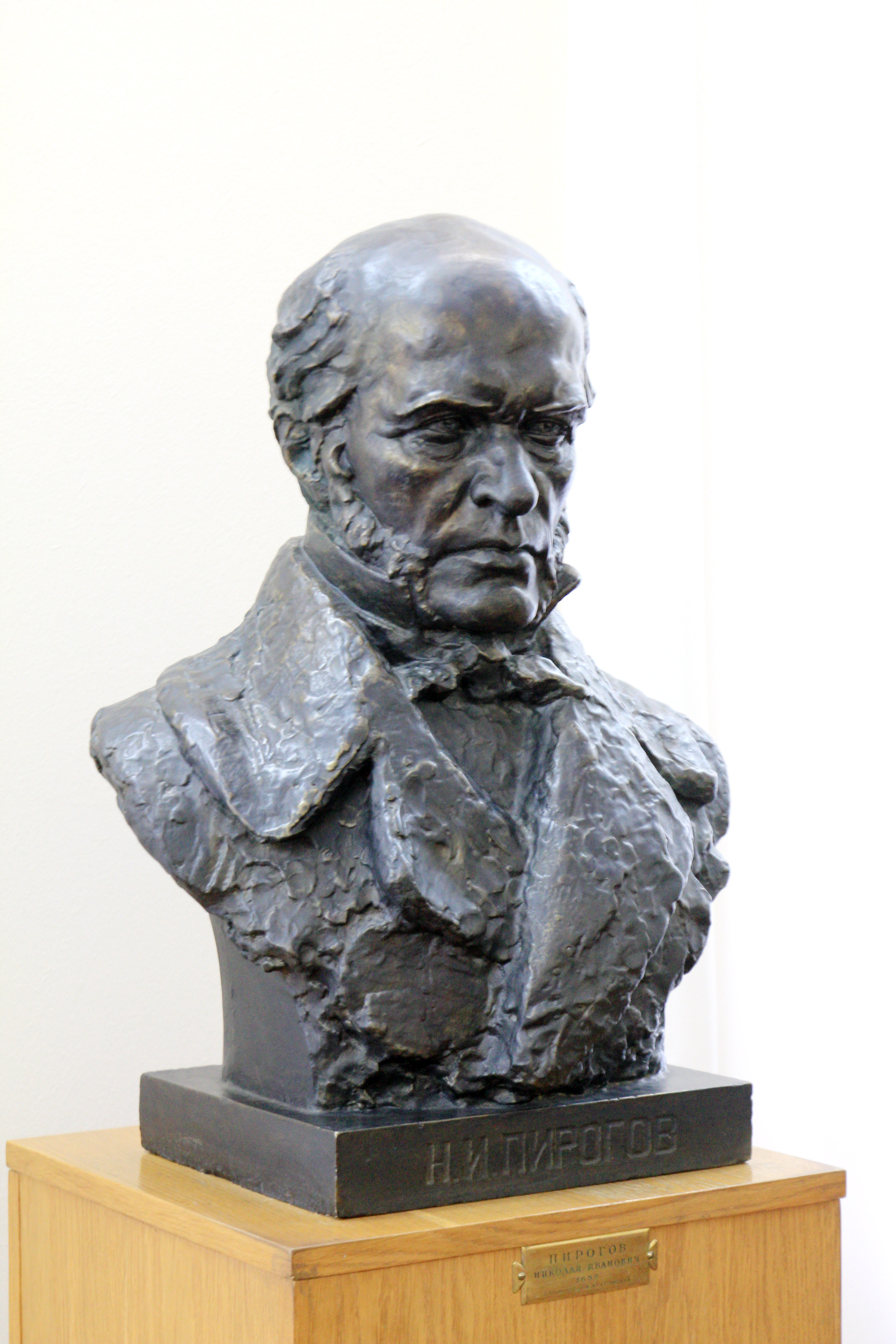
Погруддя М. І. Пирогова (Зала №1)

### Аптека
Аптека, яку відкрив у 1870 році на території своєї садиби Микола Іванович Пирогов, була першою на Поділлі. Окрім продажу ліків, виготовлених, зокрема, і за власноручними рецептами Пирогова, тут здійснювався прийом хворих, а також проводилися операції. Сучасна експозиція музею-аптеки є реконструкцією аптеки М. І. Пирогова за часів її функціонування. Її основними елементами стали фігури персонажів, виготовлені з медичної пластмаси, у відтворених інтер'єрах: аптекаря, фельдшера, хворих і самого Миколи Пирогова. Експозиція також містить старовинні терези, копії рецептурних бланків, підручники з фармакології. Біля входу до будинку висаджено основні лікарські рослини, які вчений використовував у практиці лікування. Будівля аптеки є пам'яткою архітектури і містобудування місцевого значення.

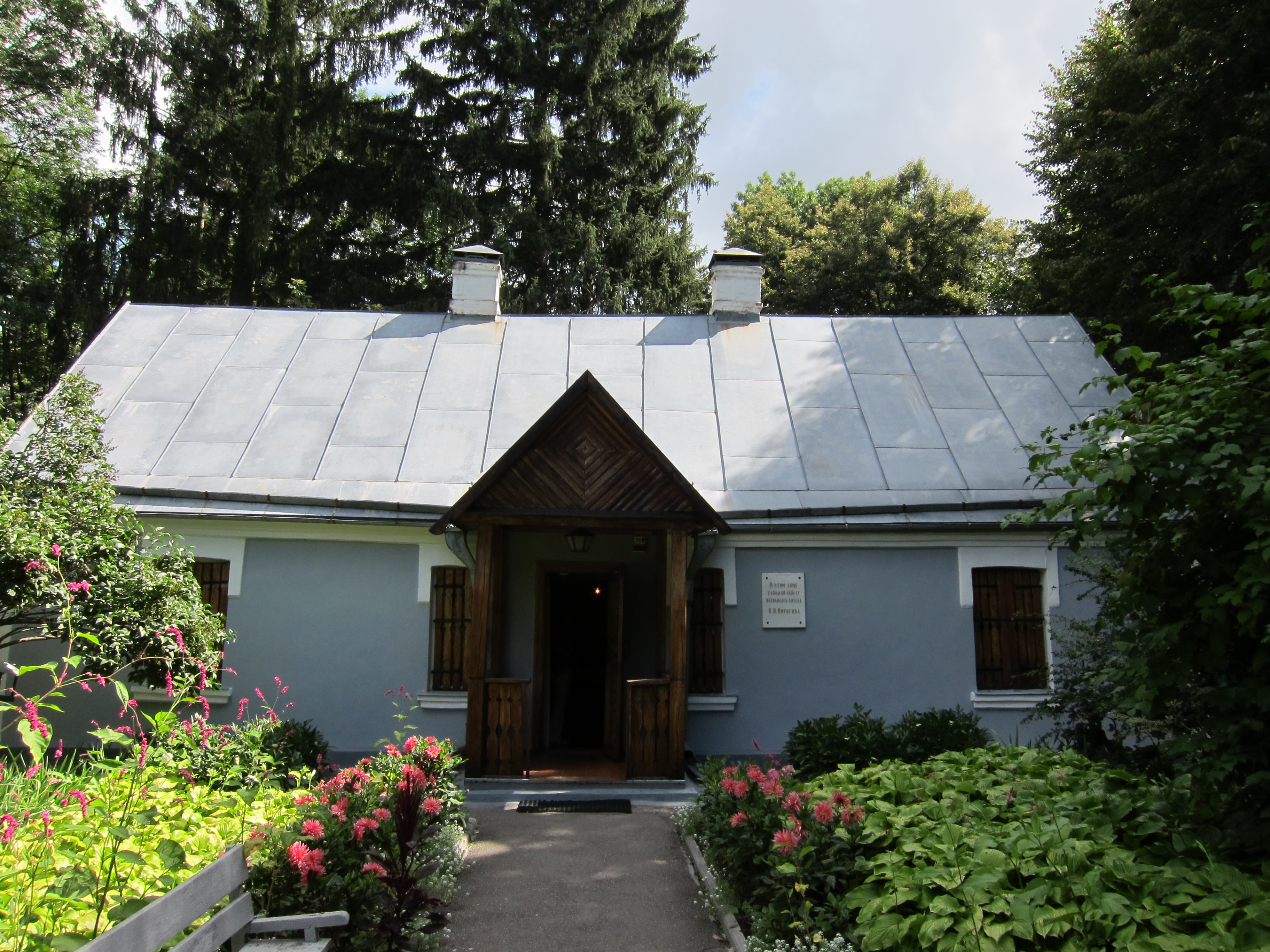
Будинок, у якому знаходилися аптека, приймальня та операційна М. І. Пирогова
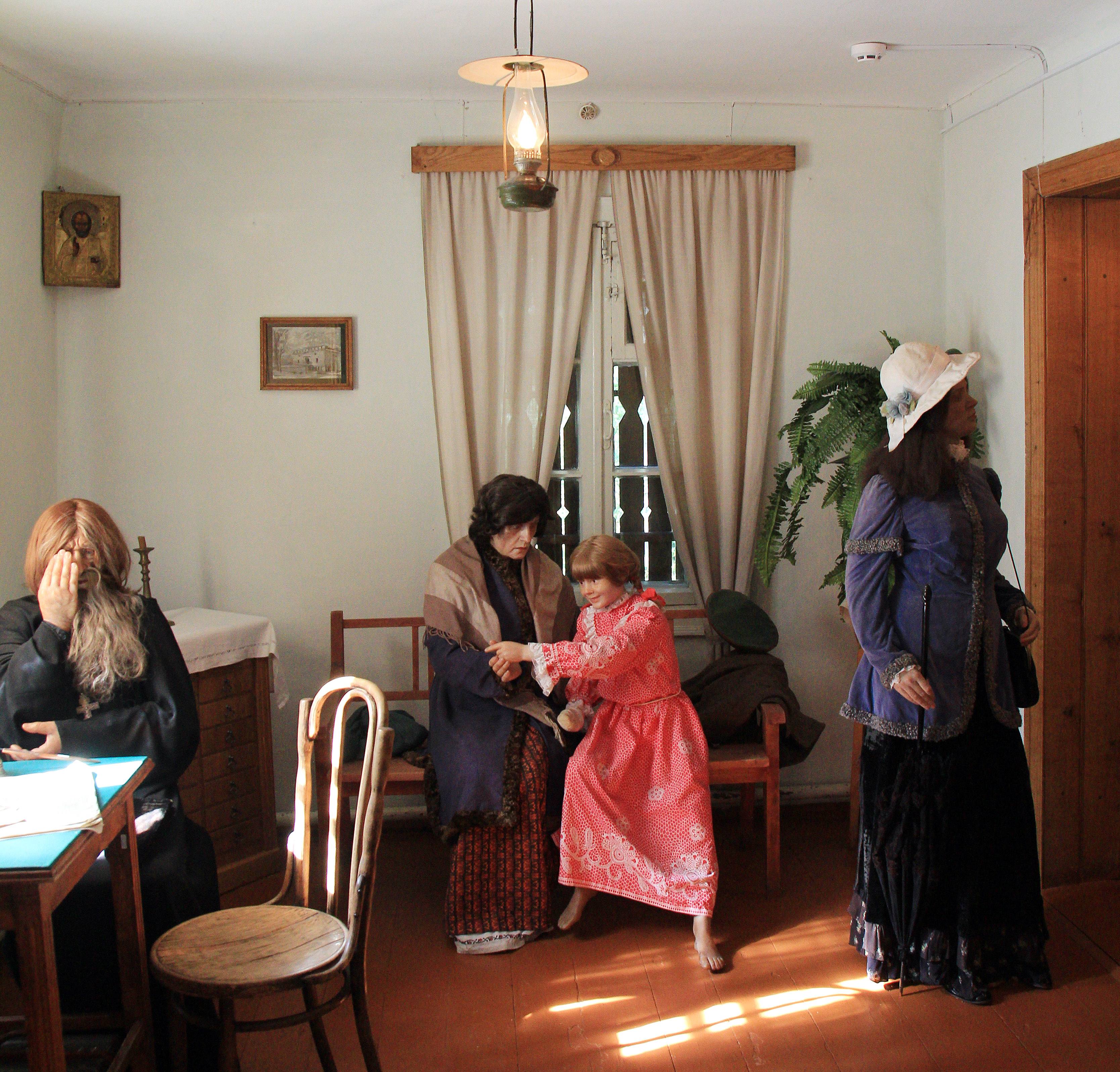
Приймальня М. І. Пирогова
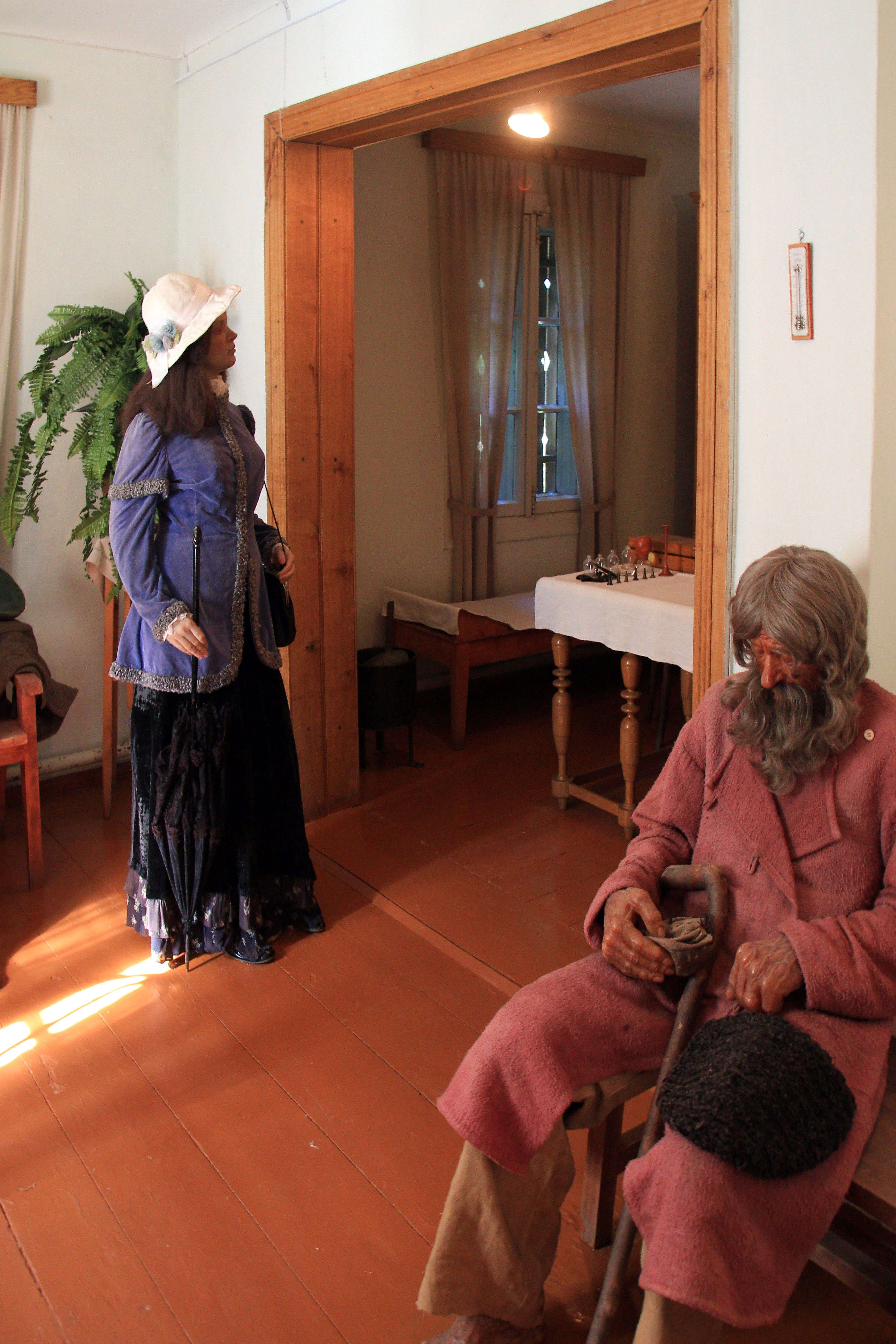
Вхід з приймальні до оглядової кімнати та операційної
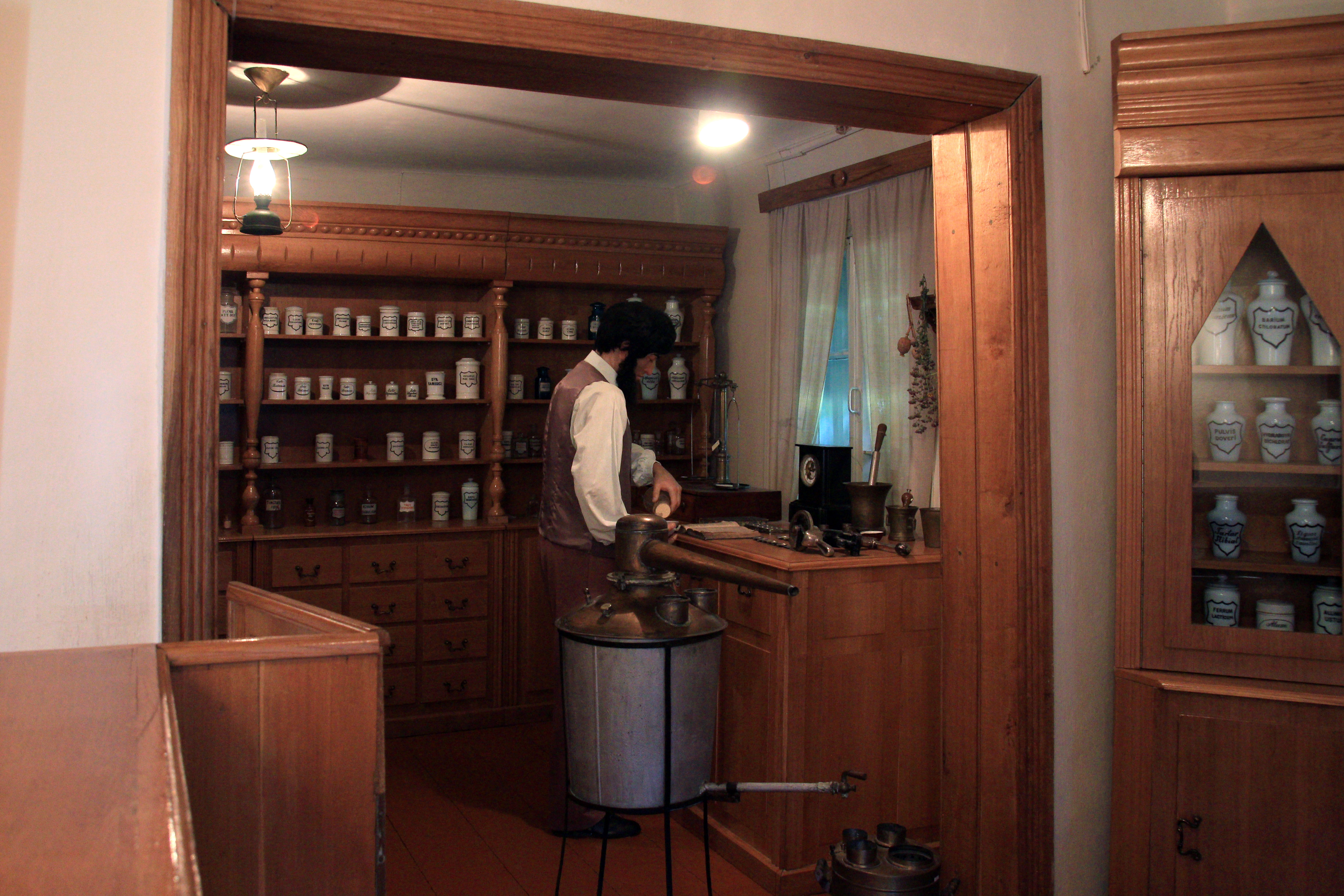
Приміщення аптеки
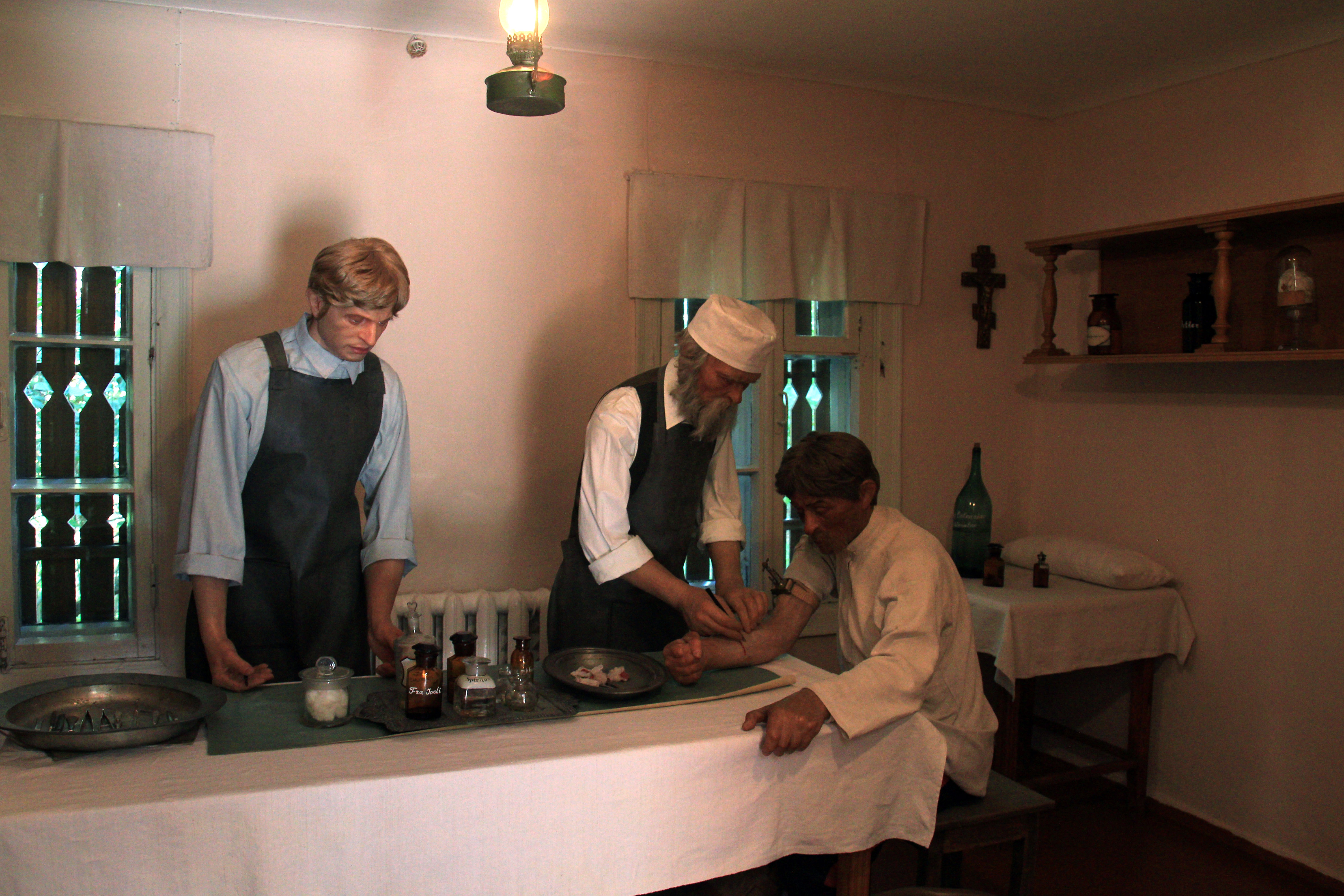
Операційна кімната

### Меморіальний парк
Меморіальний парк площею 6 гектарів, разом з житловим будинком, аптекою, яблуневим садом (10 гектарів), а також церквою-некрополем, складають єдиний природоохоронний ансамбль — Парк-пам'ятку садово-паркового мистецтва загальнодержавного значення «Музей-садиба М. І. Пирогова». У парку зростає понад 60 видів деревних та кущових насаджень. Його окраса — вікова липова алея, була улюбленим місцем прогулянок Миколи Пирогова. Збереглися дві величезні ялини, посаджені 1862 року самим М. І. Пироговим (див. Ялина Пирогова).

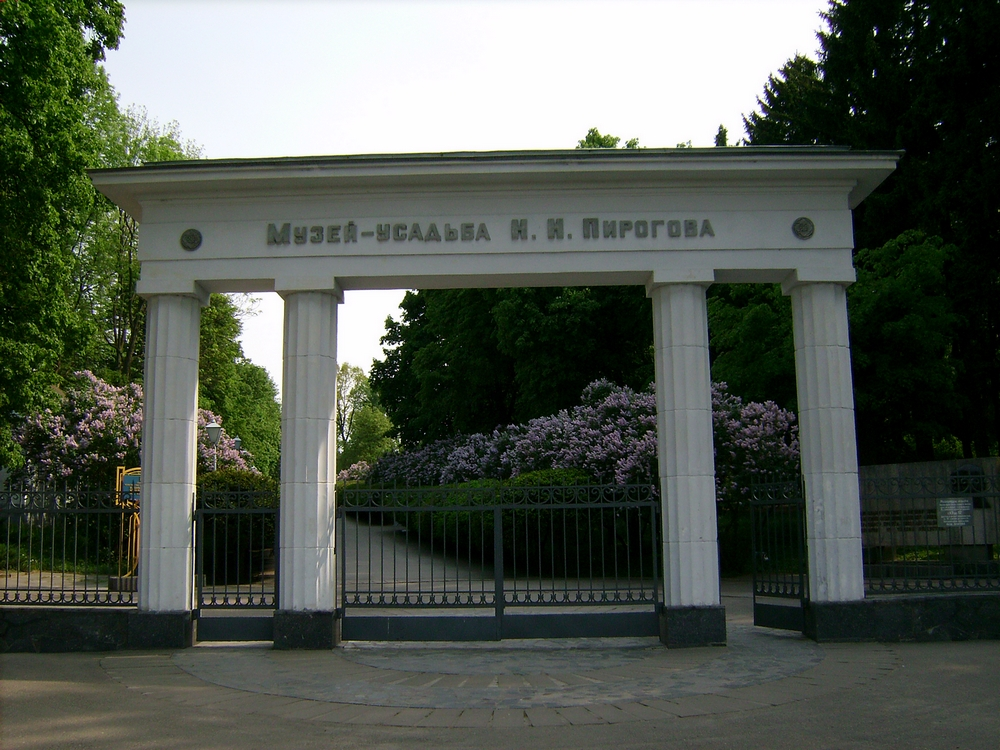
Центральний вхід до музею-садиби
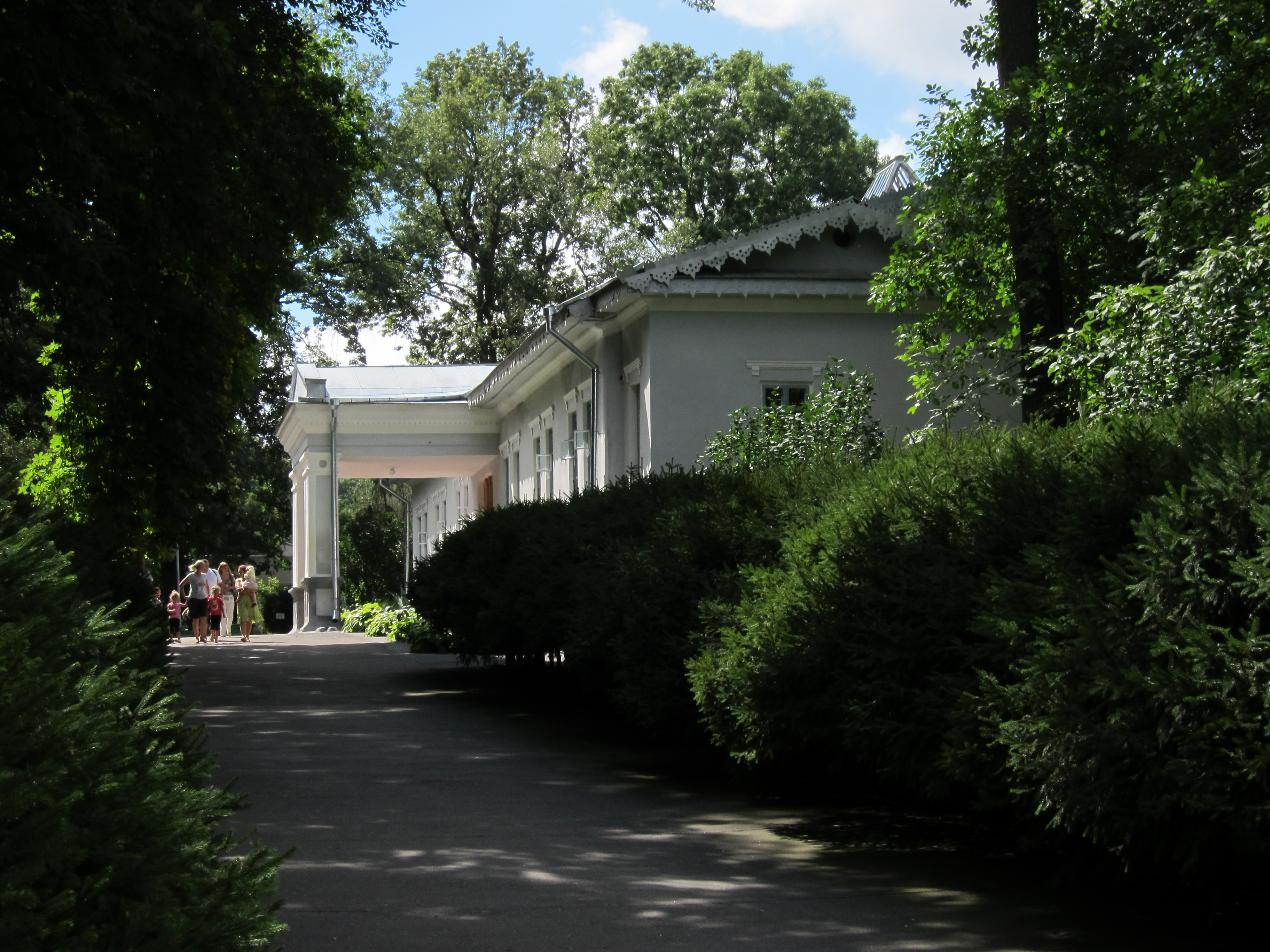
Головний вхід до житлового будинку
Пам'ятник М. І. Пирогову на території парку
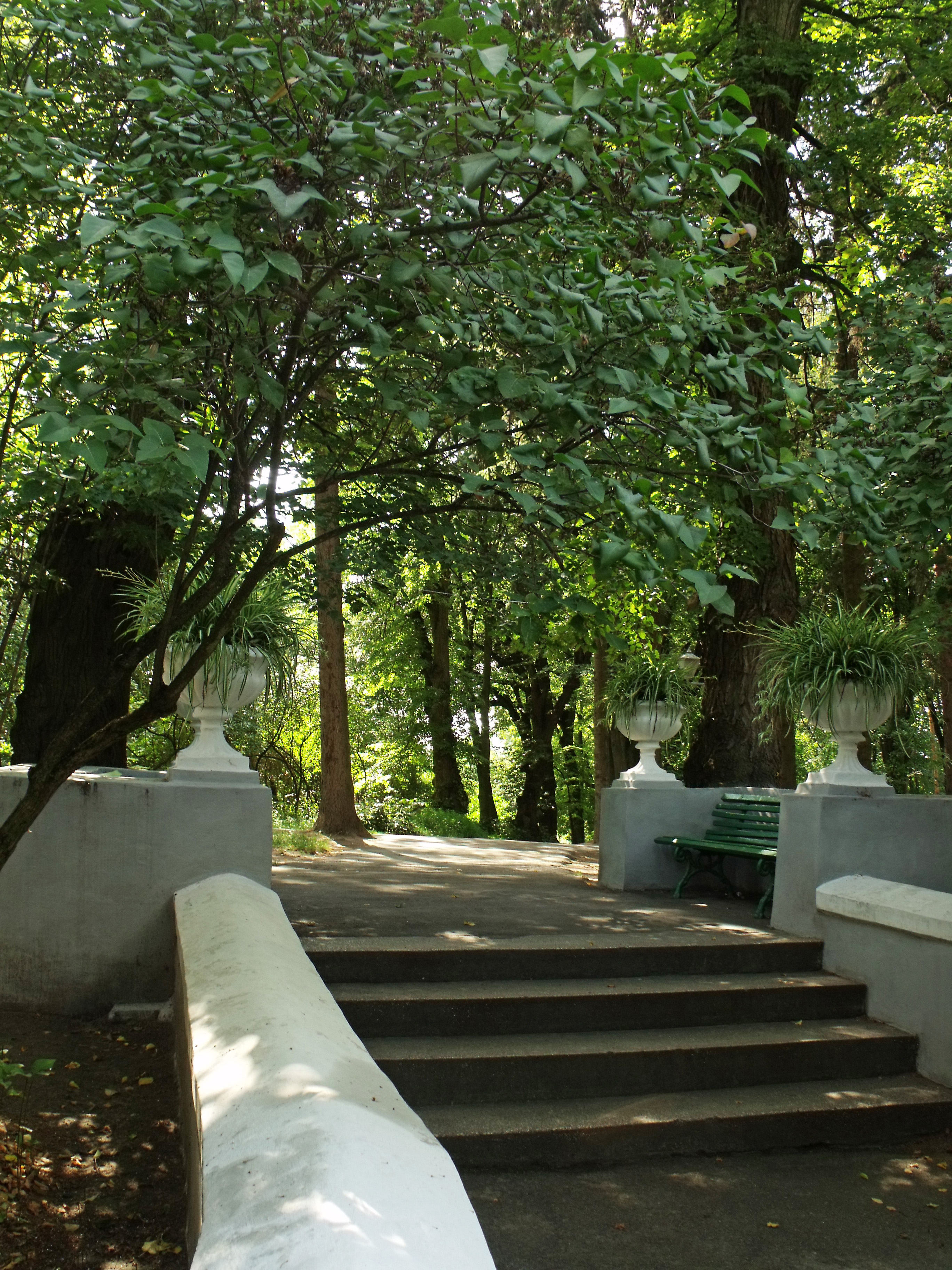
Місце відпочинку на одній з алей в парку
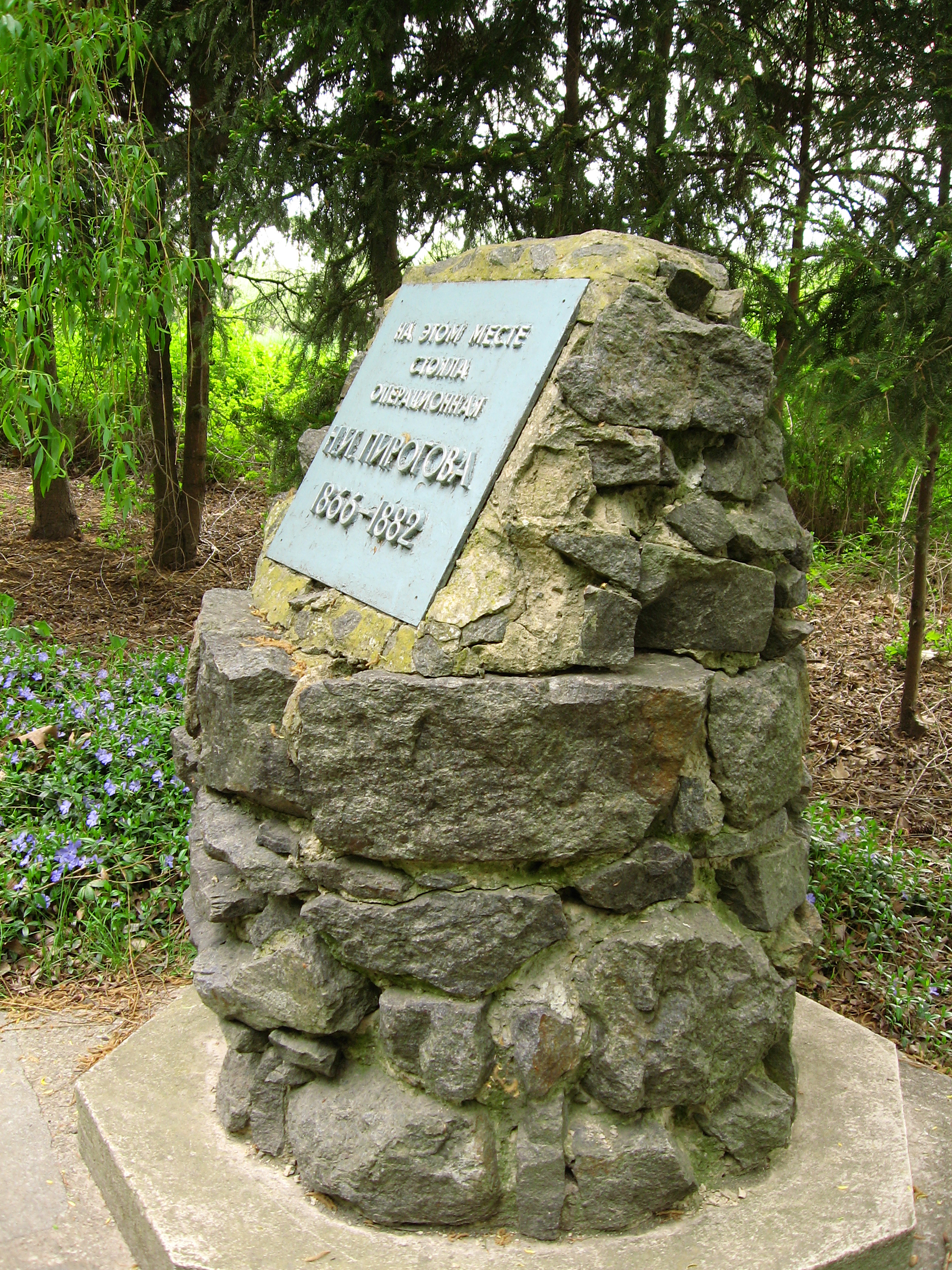
Пам'ятний знак на місці, де знаходилася лікарня М. І. Пирогова
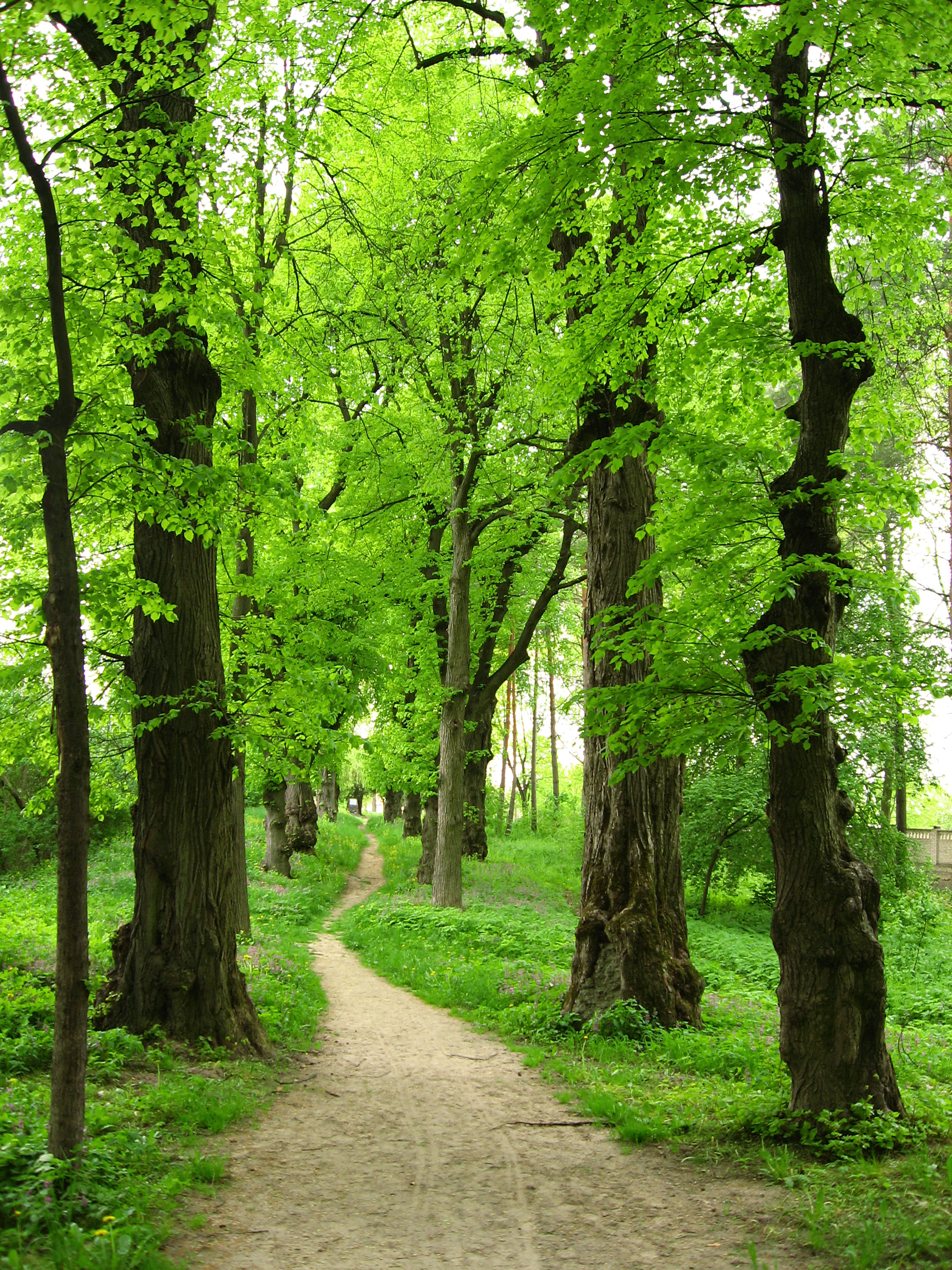
Липова алея
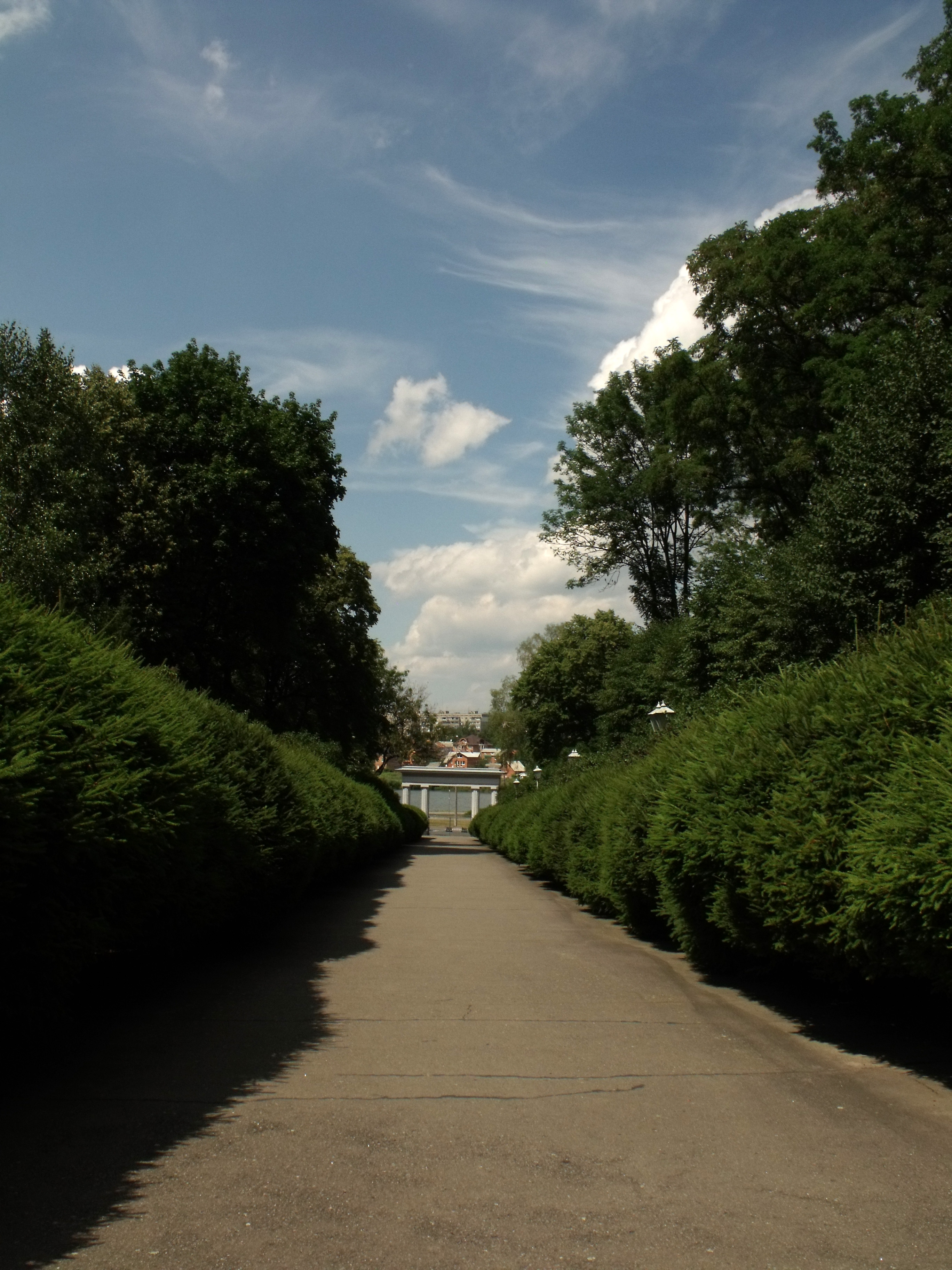
Головна алея
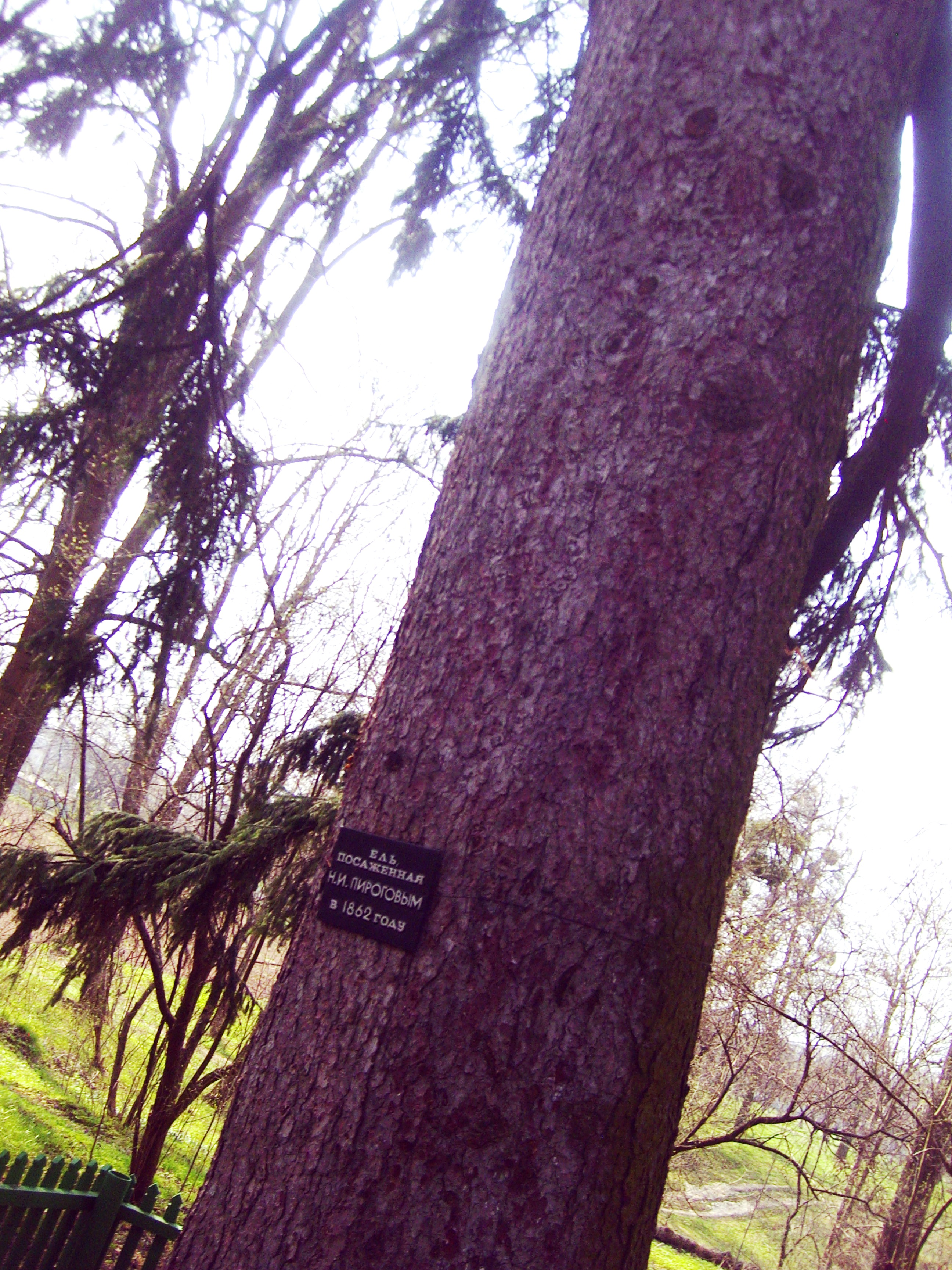
Ялина, яку посадив М. І. Пирогов

### Церква-некрополь
Ініціатором бальзамування тіла Миколи Пирогова була його дружина — Пирогова Олександра Антонівна. Ще задовго до смерті вчений виявив бажання бути похованим у своїй садибі, про що після його кончини родина й подала клопотання. Дозвіл на це дали, але за умови, що спадкоємці погодяться перенести тіло з садиби в інше місце у випадку переходу маєтку до нових власників. Члени родини М. І. Пирогова на це не погодилися, і вдовою було придбано ділянку на цвинтарі села Шереметка (нині межі Вінниці). Для збереження останків М. І. Пирогова спочатку спорудили склеп, згодом церкву над ним і дзвіницю. Будівництво тривало впродовж 1882–1885 років за проектом і під керівництвом архітектора В. І. Сичугова. Нині склеп-могила є пам'яткою історії національного значення, у святкові дні і знаменні дати життя М. І. Пирогова у церкві-некрополі, освяченій на честь св. Миколая Чудотворця, відправляються богослужіння. Окрім Миколи Пирогова у родинній усипальниці містяться поховання його дружини та старшого сина.
У період з 1980 по 1985 рр. було проведено ремонтно-відбудовні та реставраційні роботи церковного комплексу, з 1992 по 1997 рр. — реставраційні роботи внутрішнього інтер'єру. Також було повністю переустатковано труну, яку свого часу виготовили у Відні — знято скляне віко, а саму її вміщено у герметичний саркофаг, що освітлюється спеціальними світильниками.
Церква-некрополь розташована окремо від основної частини музею-садиби і знаходиться за адресою: м. Вінниця, 2-й провулок Вишневського, 16.

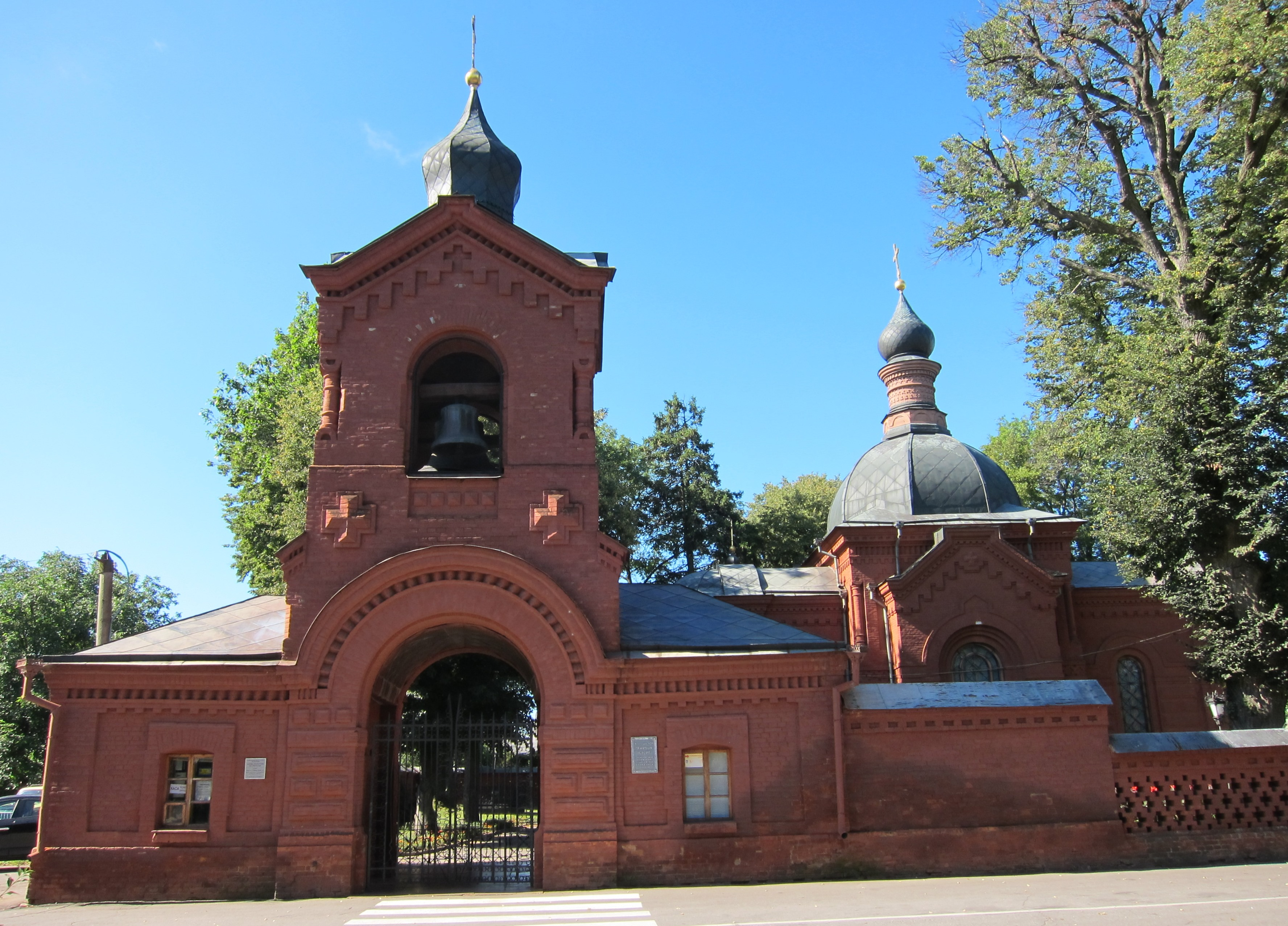
Дзвіниця церкви-некрополя
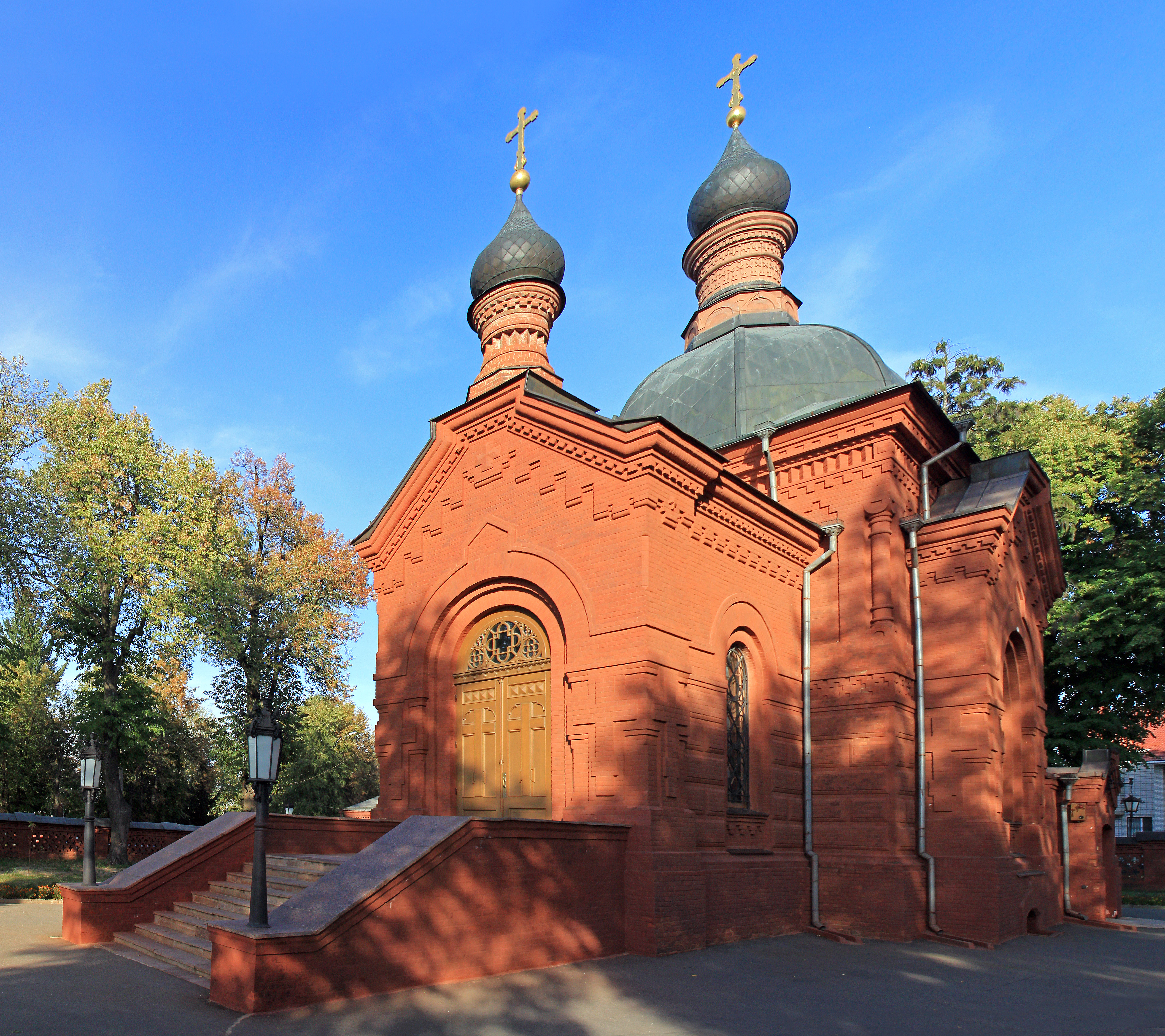
Церква-некрополь, де зберігається тіло М. І. Пирогова
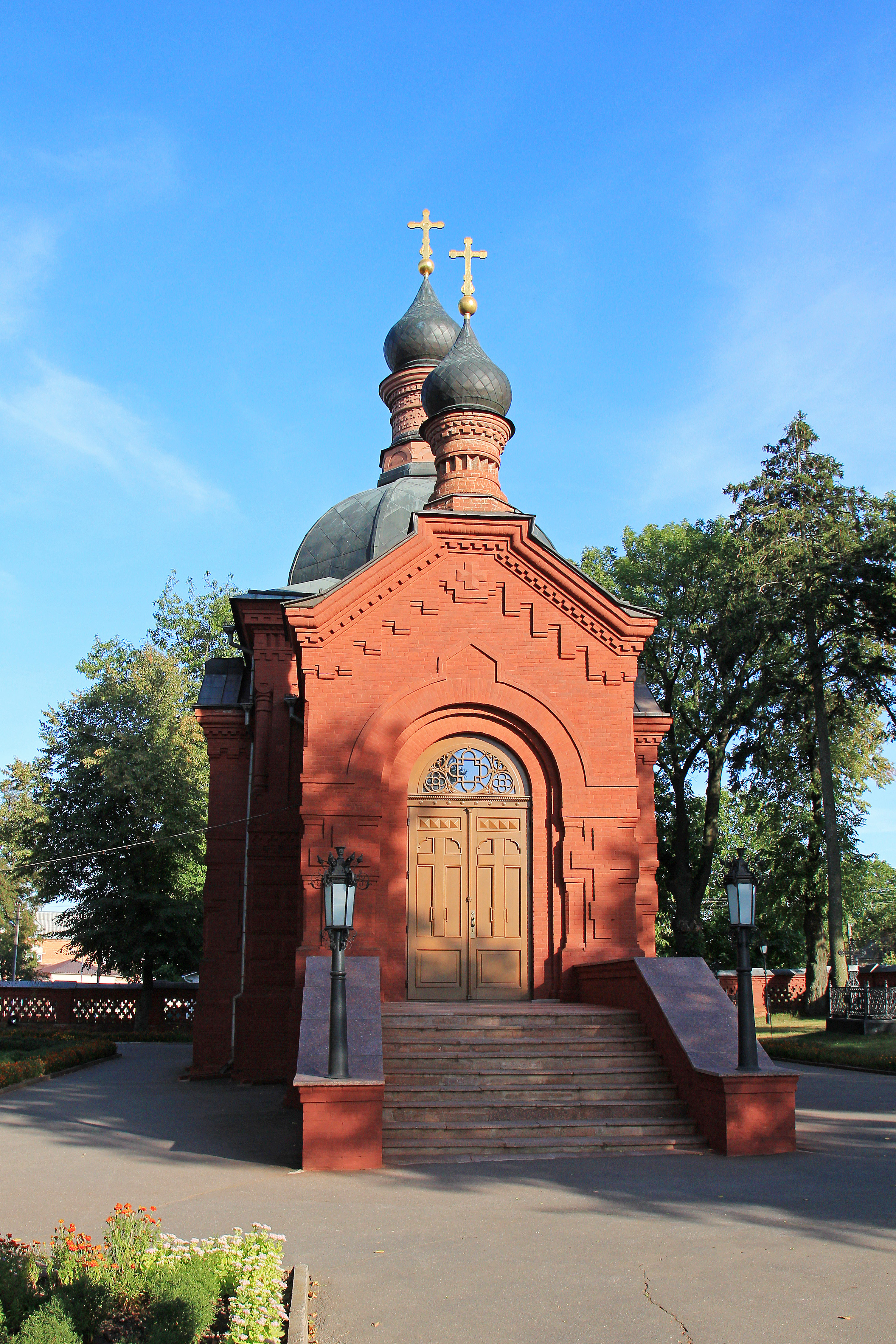
Центральний вхід до церкви
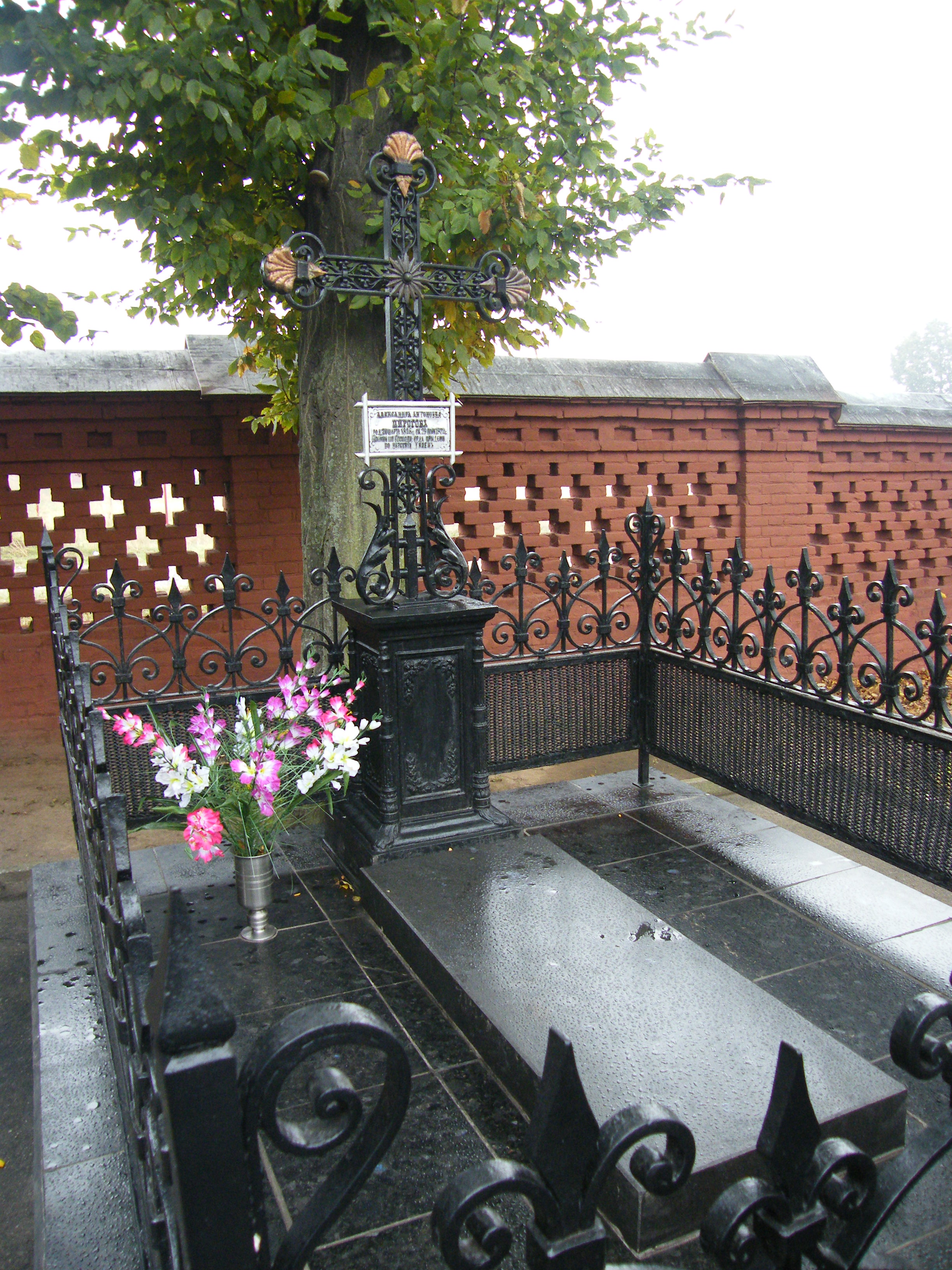
Могила дружини М. І. Пирогова

## Наукова діяльність
Національний музей-садиба М. І. Пирогова є одним із організаторів проведення наукових форумів, присвячених видатному вченому. Матеріали, що зберігаються у його фондах, використовуються для написання наукових праць, а також зйомок документальних та художніх фільмів. Крім того, музей є навчальною базою Вінницького національного медичного університету: тут проводяться заняття з історії медицини, засідання студентських наукових гуртків.